# Consell Antifeixista d'Alliberament Nacional de Iugoslàvia
El Consell Antifeixista d'Alliberament Nacional de Iugoslàvia (en croat: Antifašističko Vijeće Narodnog Oslobođenja Jugoslavije, AVNOJ) fou un òrgan polític creat pels partisans iugoslaus durant la Segona Guerra Mundial. Va ser l'embrió del parlament iugoslau creat pels partisans i va nomenar al govern partisà del que més tard van provenir la majoria dels membres del govern d'unitat pactat el 1945 amb el govern iugoslau a l'exili.

## Antecedents
Després de la Segona Ofensiva Antipartisana, els partisans van abandonar la rodalia de Foča per dirigir-se a Bòsnia occidental durant l'estiu de 1942. Tot i les reticències soviètiques, els comandaments del Partit Comunista de Iugoslàvia van decidir donar més importància al futur control polític del país, després d'una primera etapa en què l'ajuda militar a l'URSS, mitjançant la lluita contra l'Eix, havia estat prioritària.

## Formació

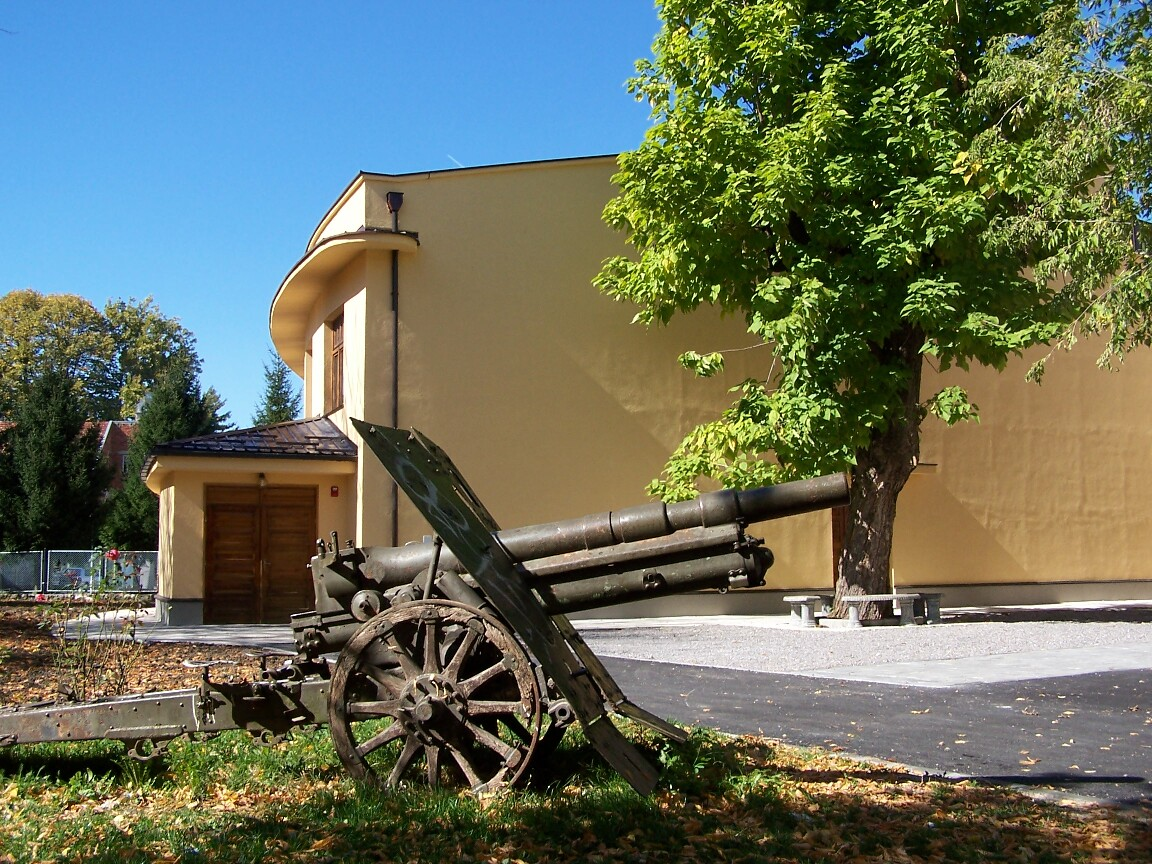
Edifici on el Consell va celebrar el primer congrés a Bihać.

Després de la captura de Bihać el politburó del partit va ordenar la reunió dels comitès locals d'alliberament. El 12 de novembre de 1942, Tito va comunicar al Comintern la intenció dels partisans de crear "una cosa semblant a un govern, el qual s'anomenarà Comitè Nacional d'Alliberament de Iugoslàvia". Els soviètics, malgrat acceptar la creació de l'organisme, van indicar a Tito el seu desig que no es presentés com un rival del govern iugoslau a l'exili, ni es plantegés l'abolició de la monarquia.
Tito, en presència de 54 dels 71 delegats escollits per ell, va presentar el nou consell el 16 de novembre de 1942 seguint les indicacions soviètiques, negant que es tractés d'un govern. Els delegats van triar als membres del nou Consell, que va aprovar un programa de 6 punts. La junta va triar com a president Ivan Ribar, antic polític no pertanyent al partit comunista.
El programa aprovat pel Consell incloïa la defensa de la independència del país, l'aplicació de veritables drets democràtics, l'alliberament d'aquest, la inviolabilitat de la propietat privada i de les empreses privades, eleccions lliures després de la guerra, sense canvis socials radicals, i la renúncia a la coacció i l'aplicació de mesures il·legals contra la població. Advocava més per la igualtat de les nacionalitats, definides com la sèrbia, croata, eslovena, macedònia i montenegrina. Va establir les bases per a un nou govern, completament diferent al d'entreguerres o l'existent a l'exili. Els objectius revolucionaris del Partit Comunista van quedar ocults després d'un programa de lluita contra l'ocupant. Buscava un ampli suport social.

## Segon congrés a Jajce

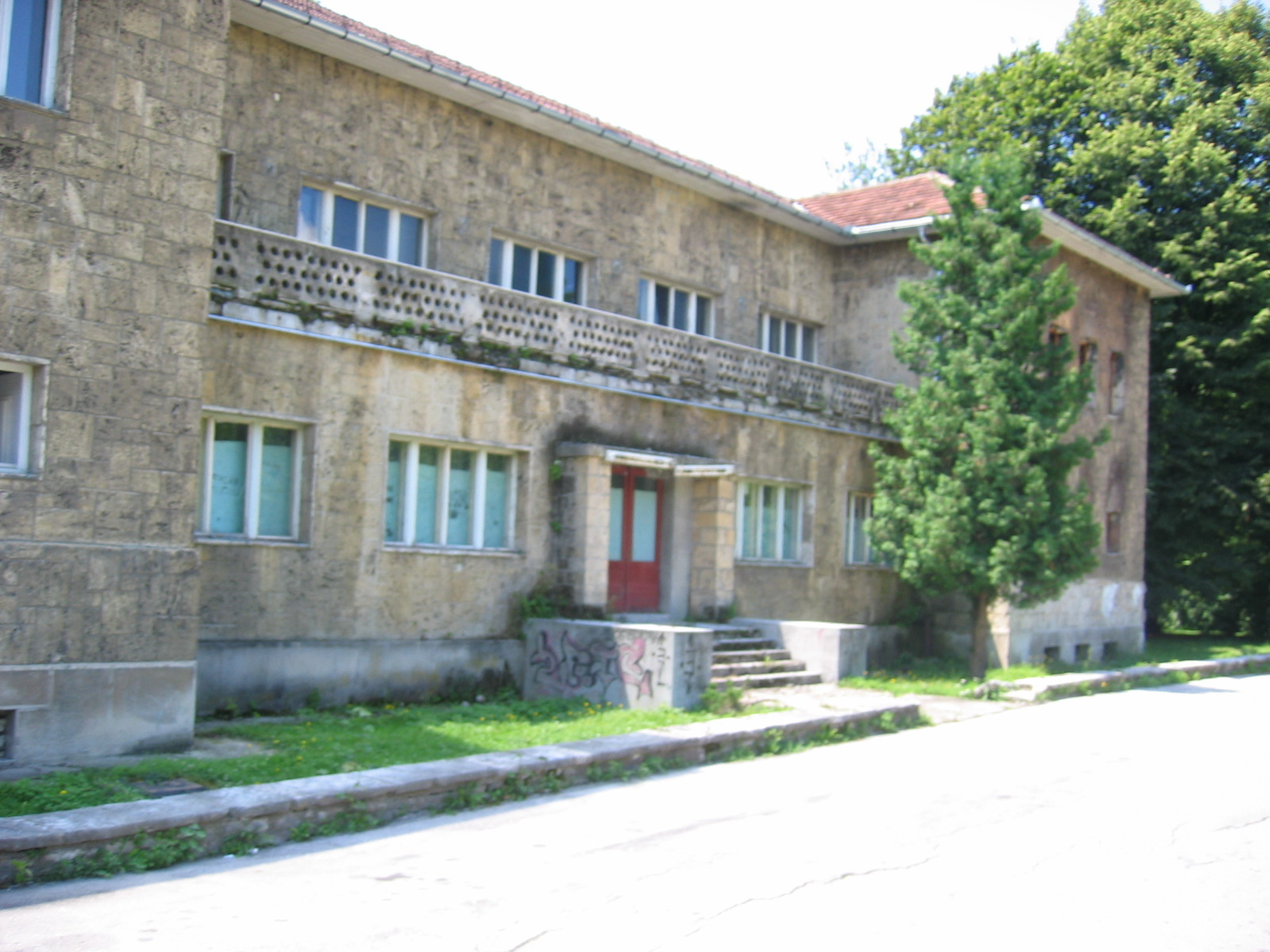
Edifici on el Consell va celebrar el segon congrés a Jajce.

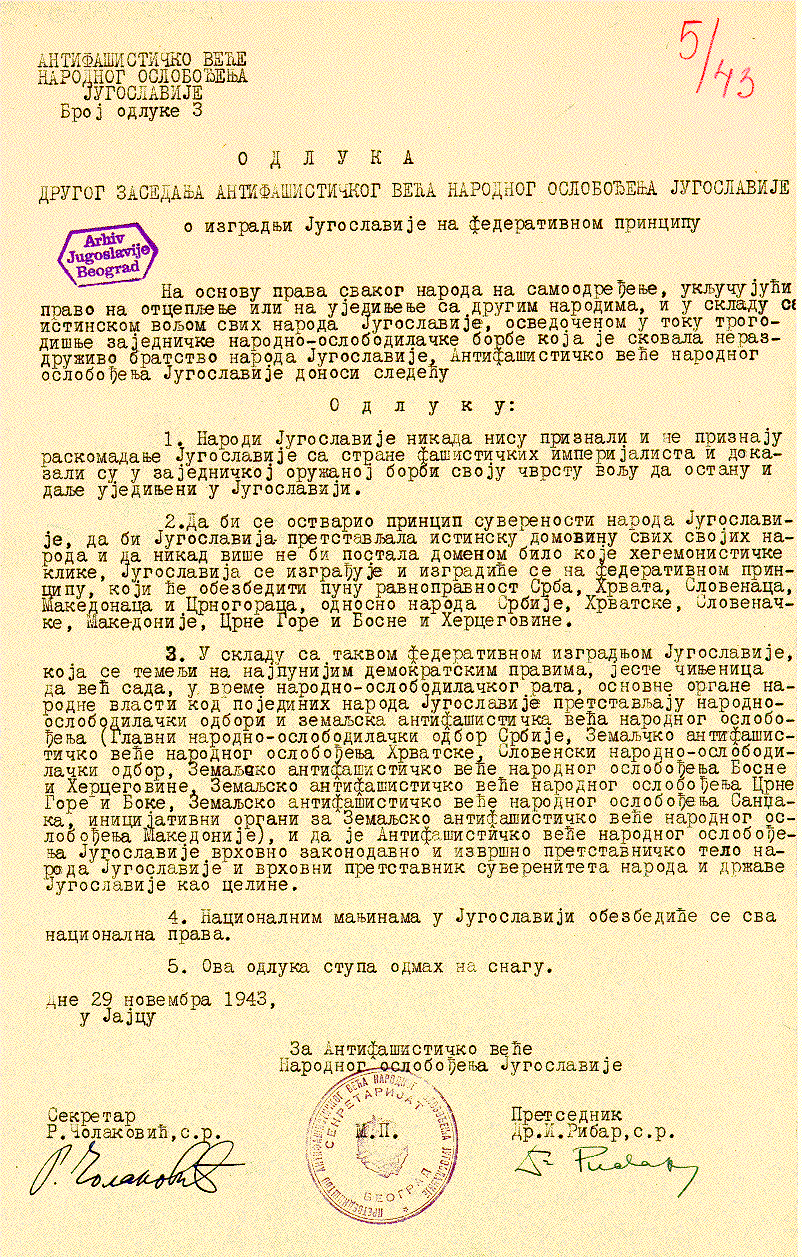
Proclamació fundacional de la RFS de Iugoslàvia feta pel Consell.

El 29 de novembre de 1943, durant la Sisena Ofensiva Antipartisana, es va celebrar a Jajce el segon congrés del Consell.
Van assistir 142 delegats i l'oficial d'enllaç britànic William Deakin, com a representant de la missió militar britànica. Tito va declarar que havia arribat el moment en què el Consell es convertís en el parlament iugoslau i que es formés un "Comitè Nacional d'Alliberament de Iugoslàvia" com a govern del país. Després d'agrair l'ajuda britànica, nord-americana i soviètica (aquesta última quasi nul·la) va indicar els plans que s'estaven duent a terme per a l'arribada d'enllaços soviètics, per unir-se als ja presents britànics i nord-americans. Va acabar el seu discurs amb una crida a favor d'una Iugoslàvia lliure i veritablement democràtica.
Un nou govern de 17 membres va prendre oficialment les regnes del govern, retirant-se el reconeixement del govern a l'exili. Tito quedava com a primer ministre i ministre de Defensa del nou govern. Es va decretar que el rei Pere II de Iugoslàvia no podria tornar al país fins que el poble triés si desitjava mantenir la monarquia. Tito va ser ascendit a mariscal.
En la mateixa sessió el Consell sol·licità al govern nord-americà l'accés a les reserves d'or iugoslaves, fins llavors a disposició del govern exiliat. Aquesta sessió va tenir lloc alhora que la Conferència de Teheran, on les tres potències aliades van debatre, entre altres temes, el futur de Iugoslàvia.

## Negociacions entre Tito i Šubašić
L'1 de novembre de 1944 Tito i el primer ministre del govern a l'exili, Ivan Šubašić, van aconseguir un preacord. El Consell es convertiria oficialment en el parlament nacional i es formaria un govern d'unitat amb 12 membres del Comitè Nacional d'Alliberament i 6 del govern a l'exili. En el futur se celebrarien eleccions i es decidiria el model estatal, romanent el rei fins llavors a l'estranger i representat per 3 regents a Iugoslàvia.
Al començament, el rei es va negar a acceptar l'acord, cedint únicament després d'intenses pressions britàniques. Al comunicat posterior de la Conferència de Ialta es va sol·licitar que el Consell admetés a membres del parlament anterior a la guerra que no haguessin col·laborat amb l'Eix.
El 6 de març de 1945 el Consell acceptà la dimissió del Comitè d'Alliberament, alhora que renunciaven els ministres a l'exili, tot per formar el nou govern d'unitat nacional. El nou govern va ser format l'endemà per 27 ministres, 20 d'ells antics membres del Comitè d'Alliberament recentment dissolt i altres 3 obertament reconeguts com a partidaris de Tito.